# Компьютерная инженерия
Компьютерная инженерия (также называется инженерией компьютерных систем) — дисциплина, которая объединяет информатику и электронную инженерию. Эта область инженерии сосредоточена не только на самой работе компьютерных систем, но и на их интеграции.
Компьютерный инженер — это специалист по компьютерным сетям и технологиям. Компьютерные инженеры, как правило, имеют профессиональную подготовку в области электротехники, программного обеспечения и интеграции аппаратно-программного обеспечения. Компьютерные инженеры занимаются многими аспектами вычислений: от проектирования отдельных микропроцессоров, компьютеров и суперкомпьютеров до кругового проектирования. Обычно задачи, связанные с компьютерной инженерией, включают написание программного и микропрограммного обеспечения для встроенных микроконтроллеров, проектирование сверхбольших интегральных схем, аналоговых датчиков, плат смешанных сигналов, а также разработку операционных систем. Компьютерные инженеры также работают над исследованиями для робототехники, которые опираются на использовании цифровых систем для управления и контроля электрических систем, таких как двигатели, системы связи и датчики.